# Cristal (Rio Grande do Sul)
Cristal is een gemeente in de Braziliaanse deelstaat Rio Grande do Sul. De gemeente telt 7.393 inwoners (schatting 2009).